# Danielsville
Danielsville és una població dels Estats Units a l'estat de Geòrgia. Segons el cens del 2000 tenia 457 habitants.

## Demografia
Segons el cens del 2000, Danielsville tenia 457 habitants, 193 habitatges, i 119 famílies. La densitat de població era de 159 habitants per km².
Dels 193 habitatges en un 29,5% hi vivien nens de menys de 18 anys, en un 49,2% hi vivien parelles casades, en un 9,8% dones solteres, i en un 38,3% no eren unitats familiars. En el 34,7% dels habitatges hi vivien persones soles el 18,1% de les quals corresponia a persones de 65 anys o més que vivien soles. El nombre mitjà de persones vivint en cada habitatge era de 2,25 i el nombre mitjà de persones que vivien en cada família era de 2,92.
Per edats la població es repartia de la següent manera: un 22,8% tenia menys de 18 anys, un 9,6% entre 18 i 24, un 34,1% entre 25 i 44, un 18,8% de 45 a 60 i un 14,7% 65 anys o més.
L'edat mediana era de 34 anys. Per cada 100 dones de 18 o més anys hi havia 91,8 homes.
La renda mediana per habitatge era de 37.639 $ i la renda mediana per família de 43.542 $. Els homes tenien una renda mediana de 30.469 $ mentre que les dones 22.188 $. La renda per capita de la població era de 14.086 $. Entorn del 8,8% de les famílies i el 12,4% de la població estaven per davall del llindar de pobresa.

## Poblacions més properes
El següent diagrama mostra les poblacions més properes.